# 長谷川登志夫
長谷川 登志夫（はせがわ としお、1957年 - ）は、日本の化学者。埼玉大学理学部准教授。
香気を発する植物の香気特性の解明ならびに香気化合物の構造と香りの関係の検討の研究を行っている。

## 略歴
- 1981年 - 埼玉大学理学部化学科卒業
- 1983年 - 東京大学大学院理学系研究科修士課程修了
- 1983年 - 埼玉大学教養部教務職員
- 1989年 - 東京大学理学博士（論文博士）
- 1995年 - 埼玉大学理学部助手
- 1999年 - 埼玉大学理学部助教授
- 2006年 - 埼玉大学理学部准教授

## 専門分野
- 香料有機化学
- 天然物化学

## 著書
- 『マンガでわかる有機化学』（著・長谷川登志夫、作画・牧野博幸、制作・トレンド・プロ）、オーム社、2014年
- 『香りがナビゲートする有機化学』、コロナ社、2016年
- 『実践 ニオイの解析・分析技術 ―香気成分のプロファイリングから商品開発への応用まで』、長谷川登志夫・藤原隆司・藏屋英介（編著）、エヌティーエス、2019年
- 『においを見える化する分析・評価技術』、白須未香・棚村壽三・長谷川登志夫、R&D支援センター、2019年
- 『香料化学 ―におい分子が作るかおりの世界』、コロナ社、2021年

## 論文
- "Structural Factors in the Odor of a-Santalol Derivative" Natural Product Communications, 2013,8, 869-871.
- "Structure and Properties of Constituents in Hexane Extract of Frankincense" J. Essential Oil Research, 2012, 24, 593-598.
- "Aromatic constituents from the heartwood of santalum album L" , Chem.Pharm.Bull.,53/,641-644, 2005